# Каруго
Каруго, Каруґо (італ. Carugo) — муніципалітет в Італії, у регіоні Ломбардія, провінція Комо.
Каруго розташоване на відстані близько 500 км на північний захід від Рима, 29 км на північ від Мілана, 15 км на південний схід від Комо.
Населення — 6374 особи (2014).
Покровитель — S.Bartolomeo.

## Демографія
Населення за роками:

Станом на 1 січня 2023 року в муніципалітеті офіційно проживало 515 іноземців з 54 країн, серед них 164 громадяни країн Євросоюзу та 24 громадяни України.

## Сусідні муніципалітети
- Арозіо
- Бренна
- Джуссано
- Інвериго
- Маріано-Коменсе